# Ermita de San Baudelio de Berlanga
La ermita de San Baudelio de Berlanga es un templo de estilo mozárabe situado en Casillas de Berlanga, en la provincia de Soria, España. Construida a finales del siglo XI, destaca por su singular arquitectura y por las pinturas murales que decoran su interior. Es considerada un ejemplo excepcional del arte mozárabe, tanto por su diseño como por su contenido artístico, lo que le ha valido el apodo de la "Capilla Sixtina del arte mozárabe".
Fue declarada Monumento nacional en el 1917, lo que no evitó que en 1922 parte de sus obras pictóricas fueran vendidas a un marchante de arte y, tras ser arrancadas de los muros, se distribuyesen entre varios museos, como el Museo del Prado en Madrid y algunas instituciones estadounidenses. Este hecho generó controversia y debates sobre la protección del patrimonio histórico, aunque la venta fue declarada legal por el Tribunal Supremo en 1925.
La ermita de San Baudelio actualmente es un anexo del Museo Numantino de Soria.

## Situación y descripción

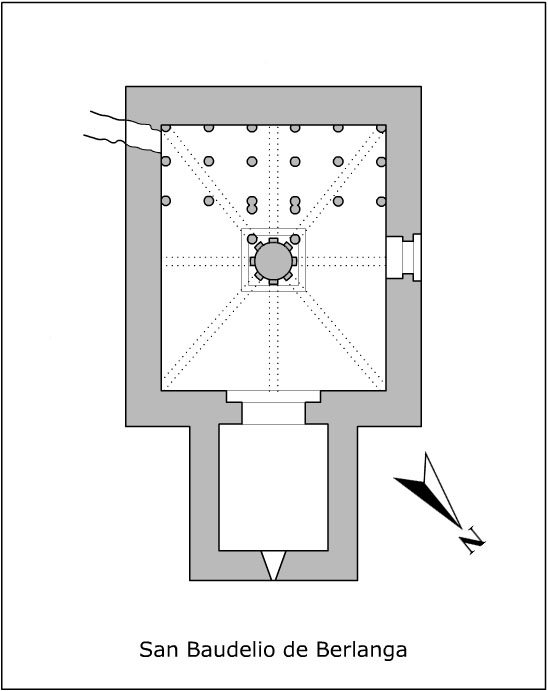
Planta

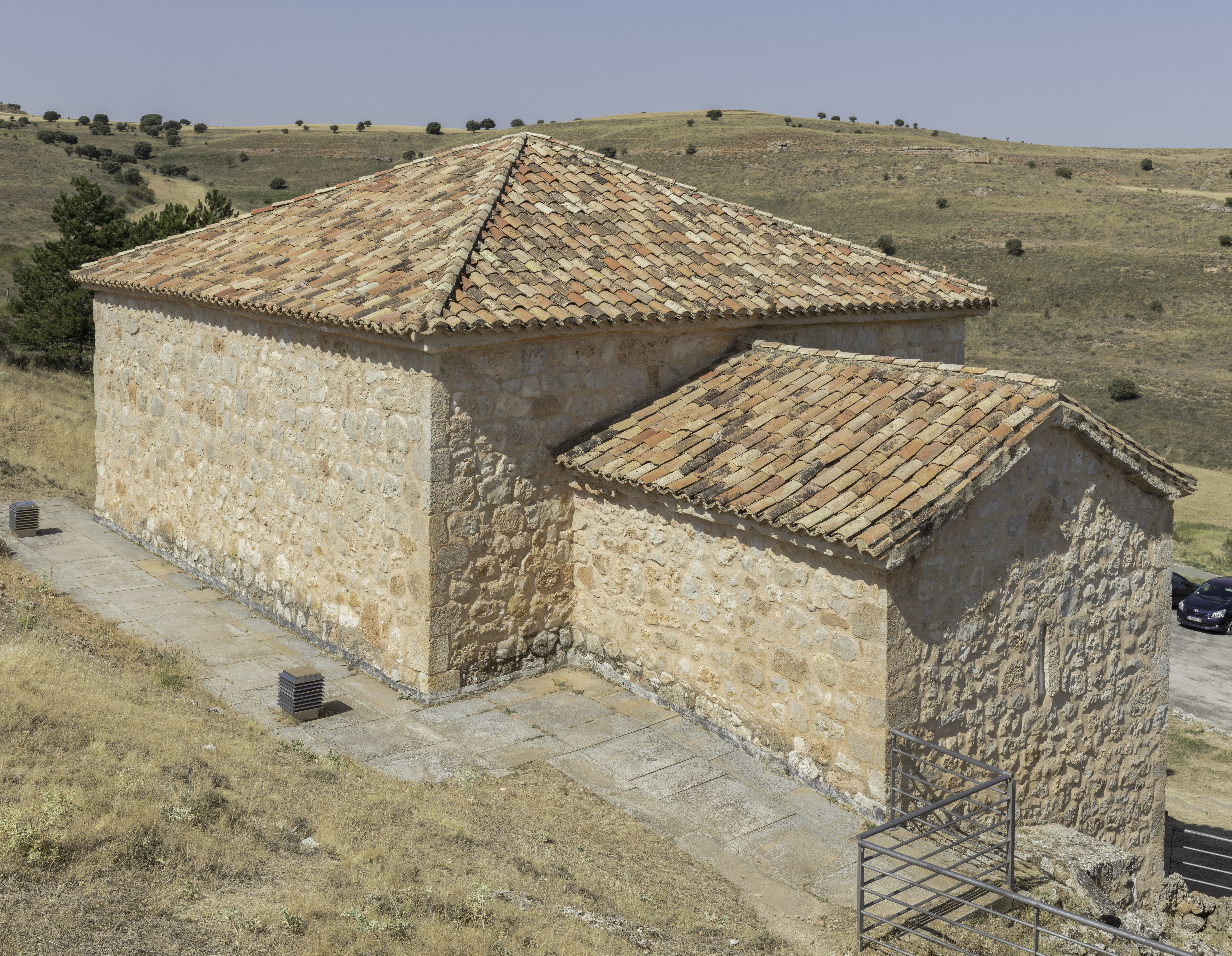
Exterior de la ermita

La ermita está ubicada en Casillas de Berlanga, en el municipio de Caltojar, en el suroeste de la provincia de Soria, dentro de la comarca de Tierra de Berlanga. Se llega por la SO-152, en la que hay un desvío señalizado a la derecha entre Casillas de Berlanga y Caltojar por el que, a menos de 1 km, se encuentra la ermita.
La ermita fue construida a finales del siglo XI por artesanos, posiblemente, mozárabes. El arabismo es evidente en la linterna y en la tribuna. Su situación en la tierra de nadie fronteriza entre cristianos y musulmanes puede justificar la mezcla de influencias. Las pinturas del interior, seguramente del siglo XII, tienen aún más difícil clasificación.
En el exterior del ábside se encuentra una necrópolis rupestre con más de una veintena de tumbas antropomorfas toscamente talladas, orientadas de este a oeste y estuvieron cubiertas por lajas. Su excavación inicial puede datarse alrededor del siglo X, si bien pudieron ser utilizadas sucesivamente, tal vez, hasta el siglo XVI.

## Historia
La construcción de la ermita se enmarca en la época de la consolidación definitiva de los reinos cristianos en toda esta zona, hacia el año 1060, cuando tiene lugar la toma, por Fernando I, de Gormaz, Vadorrey, Aguilera, Berlanga y Bordecorex, que se encuentran camino de Medinaceli, que fue centro defensivo estratégico de la frontera musulmana desde el siglo X. Ha sido gracias a los análisis de dendrocronología y C-14 de las agujas de los muros, los estribos de los arcos del coro, dinteles y otros elementos de la construcción los que han determinado esta cronología.
No se conoce nada cierto sobre su origen, si bien hay noticia documentada desde 1136 en que se trasladó la jurisdicción de la ermita y el monasterio a la diócesis de Sigüenza. Según la tradición, la gruta a la que se entra por la esquina sur del interior de la ermita, debió de servir en su día como habitáculo espiritual de algún eremita. En torno a esta gruta y al manantial que brota y que hace más habitable el paraje, se organizó a finales del siglo X un cenobio o monasterio que hipotéticamente debió quedar adscrito a la advocación de San Baudelio, mártir galorromano del siglo IV, del que parece que circularon algunas reliquias, procedentes de Nimes, por diversos lugares de la geografía hispano visigoda, llegando finalmente a Toledo. Según parece, los antiguos discípulos de San Baudelio solían habitar en parajes apartados ubicados en las inmediaciones de fuentes de agua para evocar, de ese modo, el lugar donde San Baudelio había sido enterrado.
Las reliquias bien pudieron, con motivo de la invasión islámica, necesitar de un traslado desde Toledo a Asturias o Navarra, por lo que tal vez alguna de ellas pudo haber quedado depositada temporalmente en este lugar.
El culto estuvo suspendido durante mucho tiempo, siendo utilizada incluso como lugar para guardar rebaños de ovejas.
La ermita fue declarada Monumento Nacional, según Real Orden de 24 de agosto de 1917, publicada en la Gaceta de Madrid número 289 de 27 de agosto de ese mismo año y firmada por el director general de Bellas Artes Sr. Andrade (Monumentos Nacionales Sorianos, Teógenes Ortego y Frías n.º 1).
A pesar de lo anterior, varias de las más importantes pinturas de la ermita, que era propiedad de varios vecinos de Casillas de Berlanga a principios del siglo XX, fueron vendidas a marchantes que las revendieron a diferentes museos estadounidenses. Una parte pudo ser recuperada a mediados del siglo XX y hoy se exhibe en el Museo del Prado de Madrid. Por otro lado, la pésima conservación de la techumbre de la ermita causó en su tiempo un irreparable deterioro a buena parte de las pinturas del techo que quedaron.
La iglesia fue adquirida por la Fundación Lázaro Galdiano en 1949 y donada al Estado. Una larga y cuidadosa restauración, que requirió incluso el arrancado de las pinturas para su tratamiento experto en talleres especializados, ha permitido la recuperación del monumento para la posteridad.

## Arquitectura

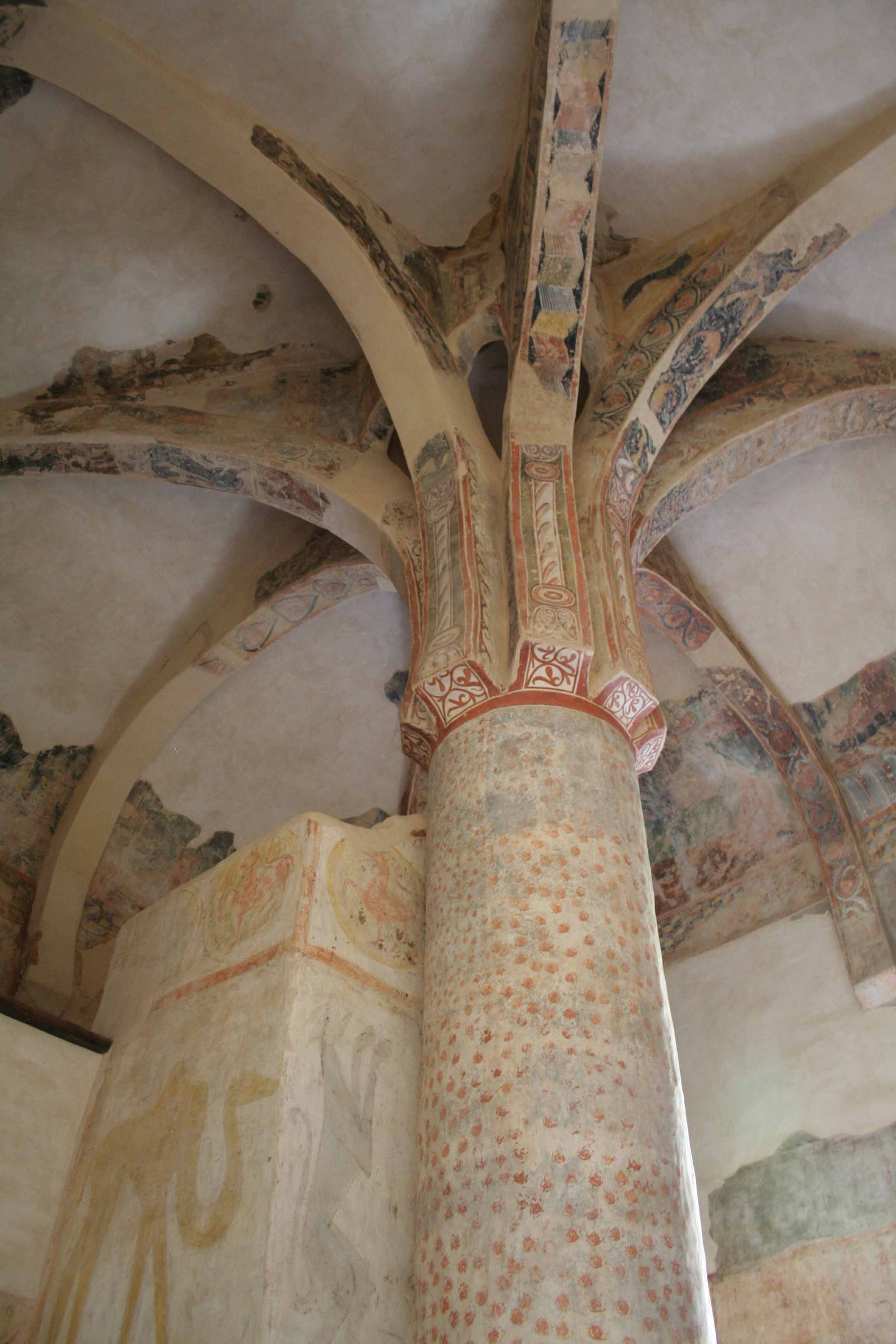
La pilastra central se abre en ocho fuertes nervaduras. Arriba queda la linterna.

La ermita está formada por dos cuerpos rectangulares, el más pequeño correspondiente al ábside y el mayor a la única nave principal de la iglesia. Los muros, realizados en mampostería apoyada sobre sillares, tienen aproximadamente un metro de ancho y son de una gran simplicidad, siendo las dimensiones de estos, constantes en todo el edificio. Se accede a la ermita por una pequeña puerta con arco de herradura y por una pequeña puerta que da acceso directo al coro de la tribuna.
La bóveda está formada por ocho arcos de herradura, apoyados sobre ménsulas en las paredes de la nave central, cuatro en los ángulos y cuatro en los muros, partiendo de una pilastra central muy robusta en piedra, como hojas de una palmera, elemento muy influido por las formas arquitectónicas islámicas de Al-Ándalus. Sobre esta pilastra central se abre una pequeña e inaccesible cámara que hace las veces de linterna y está cubierta por una cupulilla de seis nervios cruzados. 
Es esta linterna un elemento muy original, opinando algunos autores que pudiera tratarse de una especie de ostensorio de obra que custodiara en el pasado una reliquia, tal vez correspondiente precisamente a San Baudelio, o tal vez textos sagrados.
La techumbre es de teja, pero hasta 1894 fue de piedra sillar.
El desnivel del terreno trajo como consecuencia la construcción de zócalos salientes de sillería en la zona norte. 

### Ábside

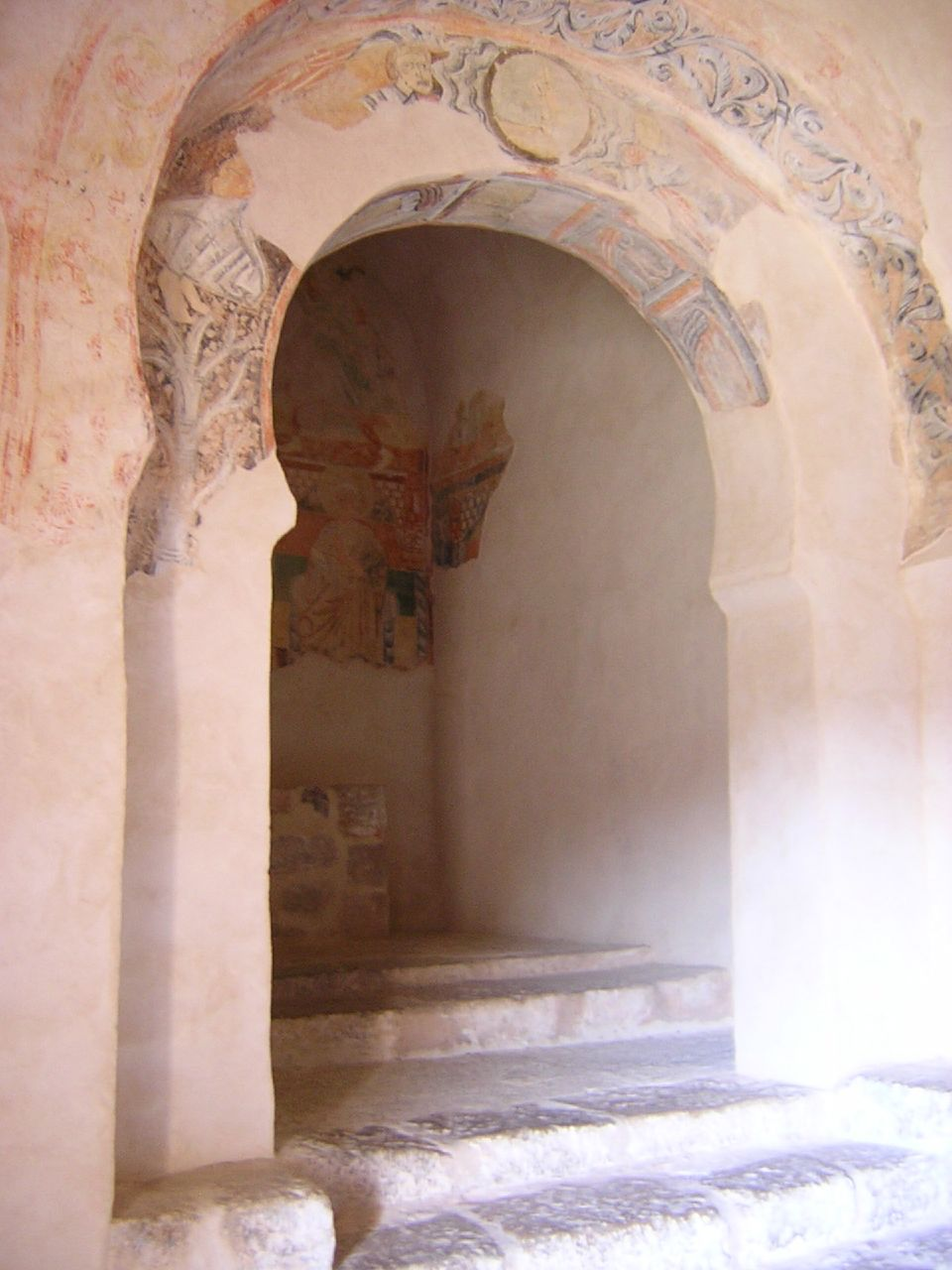
El ábside visto desde la nave.

La nave principal se conecta por medio de cinco escalones bajo un arco de herradura con el ábside cuadrado sin moldura, de testero recto y que está cubierta por bóveda de cañón. En este ábside se abre una pequeña ventana de herradura por donde entra la luz que ilumina el altar mayor de piedra. 
Sólo hay otra ventanita abierta en la pared opuesta. En el ábside hay un pequeño altar de piedra y está decorado con pinturas de San Baudelio, San Nicolás a ambos lados de la ventana y el Espíritu Santo, invertido, en el centro.

### Tribuna del coro

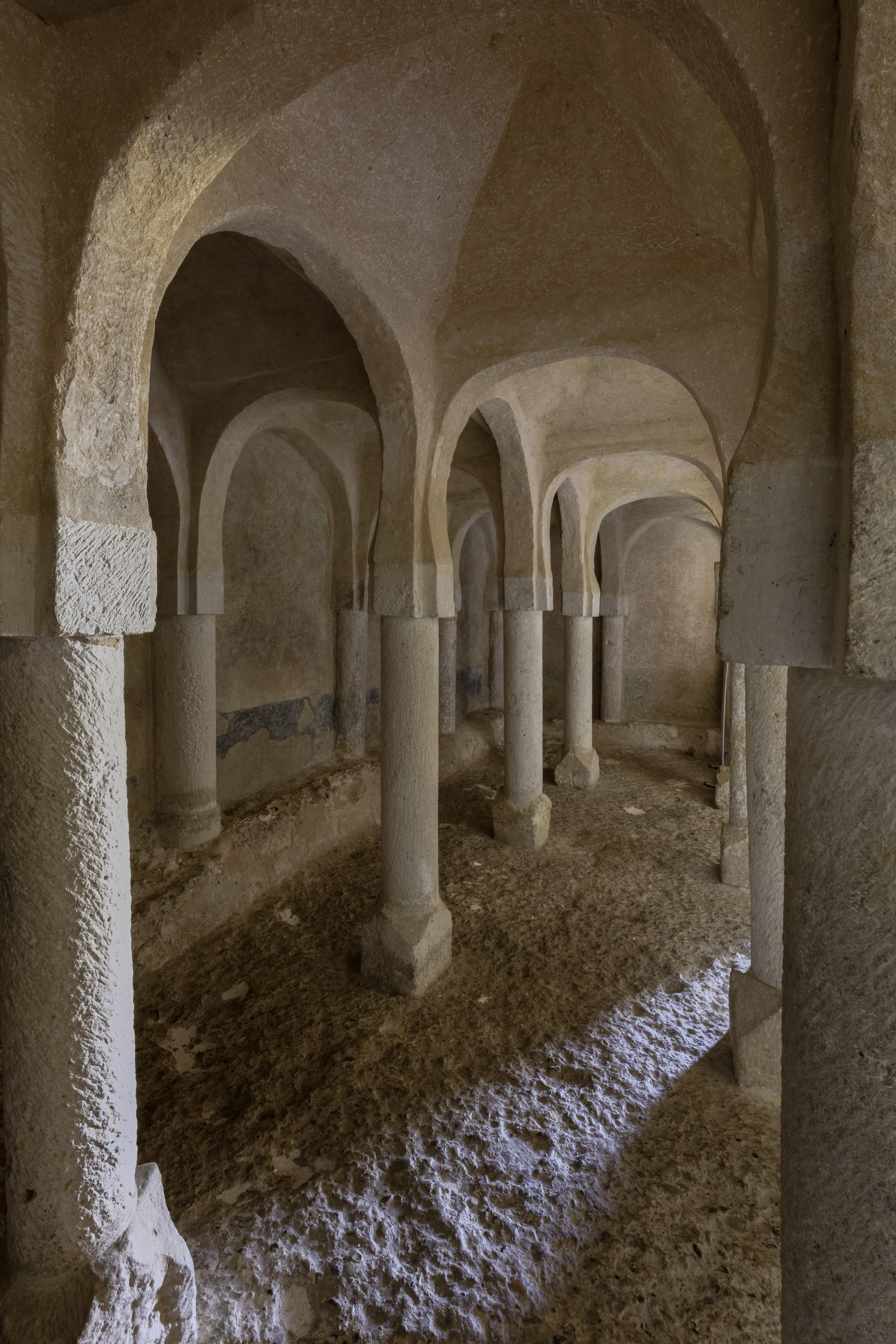
Arcos de herradura que sostienen la tribuna.

A los pies del templo, en el extremo de la nave principal, una tribuna abre sus arcos de herradura apoyados en sencillas columnas formando un coro semejante a una pequeña mezquita de cinco angostas naves. Al coro situado en la parte superior de la tribuna se accede por una escalera adosada al muro contrario al de la puerta de entrada formada por peldaños incrustados en la pared. En la actualidad está prohibido el acceso al coro por razones de seguridad.
La columnata de arcos de herradura cobija el acceso a la cueva eremítica excavada en la roca que posiblemente dio origen a la congregación monástica.

## Pinturas
La decoración tiene un carácter excepcional, no habiéndose utilizado en la misma en absoluto la madera, y basándose por lo tanto íntegramente en la decoración pictórica hecha al temple sobre un enlucido de yeso que reviste completamente el interior, quedando cubiertos todas las paredes de la ermita, tanto las verticales como las abovedadas, las columnas y las nervaduras.
Las pinturas se encuentran entre las muestras más antiguas de pintura románica en el país, y sorprenden por su excelente factura y porque combinan la temática religiosa y la profana, con inspiración seguramente en cerámicas y marfiles de la época califal cordobesa.
Las pinturas, para las que se utilizaron muy pocos colores, se consideran obra de tres artistas locales desconocidos que han sido denominados: Maestro de Maderuelo o Primer Maestro de Casillas, a quien se atribuyen todos los temas decorativos de arquerías y bóvedas, las grandes escenas bíblicas y las pinturas del ábside; Maestro de San Baudelio, quien debió pintar las escenas cinegéticas de la zona baja, que son las pinturas más originales, y un tercer maestro, de más modesta competencia, a quién se atribuyen las pinturas del interior del coro.
En el ábside se encuentran pintados San Nicolás de Bari y San Baudelio a ambos lados de una representación de la paloma del Espíritu Santo, invertida, en la clave de la ventana abocinada. Y en el centro una palmera.
Otros personajes y escenas representados son: escenas de cacerías, un guerrero, un halconero, un elefante portando un castillo con tres torres, un dromedario, un oso, perros rampantes, bóvidos afrontados, las tres Marías ante el sepulcro, la curación del ciego y la resurrección de Lázaro, las bodas de Caná, las tentaciones de Jesús, la entrada de Jesús en Jerusalén, la Santa Cena, episodios de la Pasión, águilas con alas extendidas, un ibis, Caín y Abel en actitud oferente, una luna semicircular de la que irradia una cruz griega y sobre la que se proyectan dos ángeles, un personaje sentado en actitud escatológica, etc.

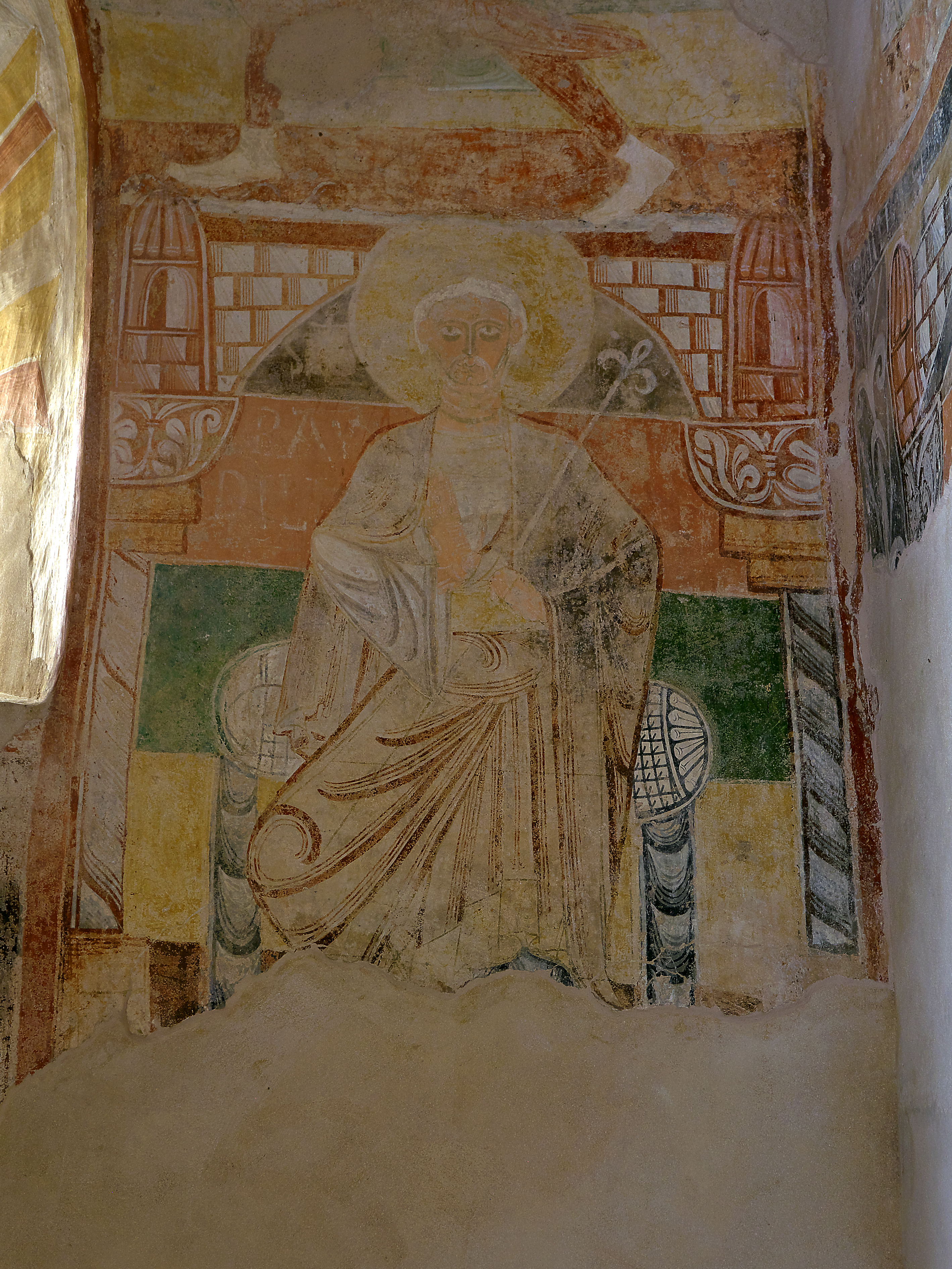
Fresco representando a San Baudelio, el titular de la  Iglesia.
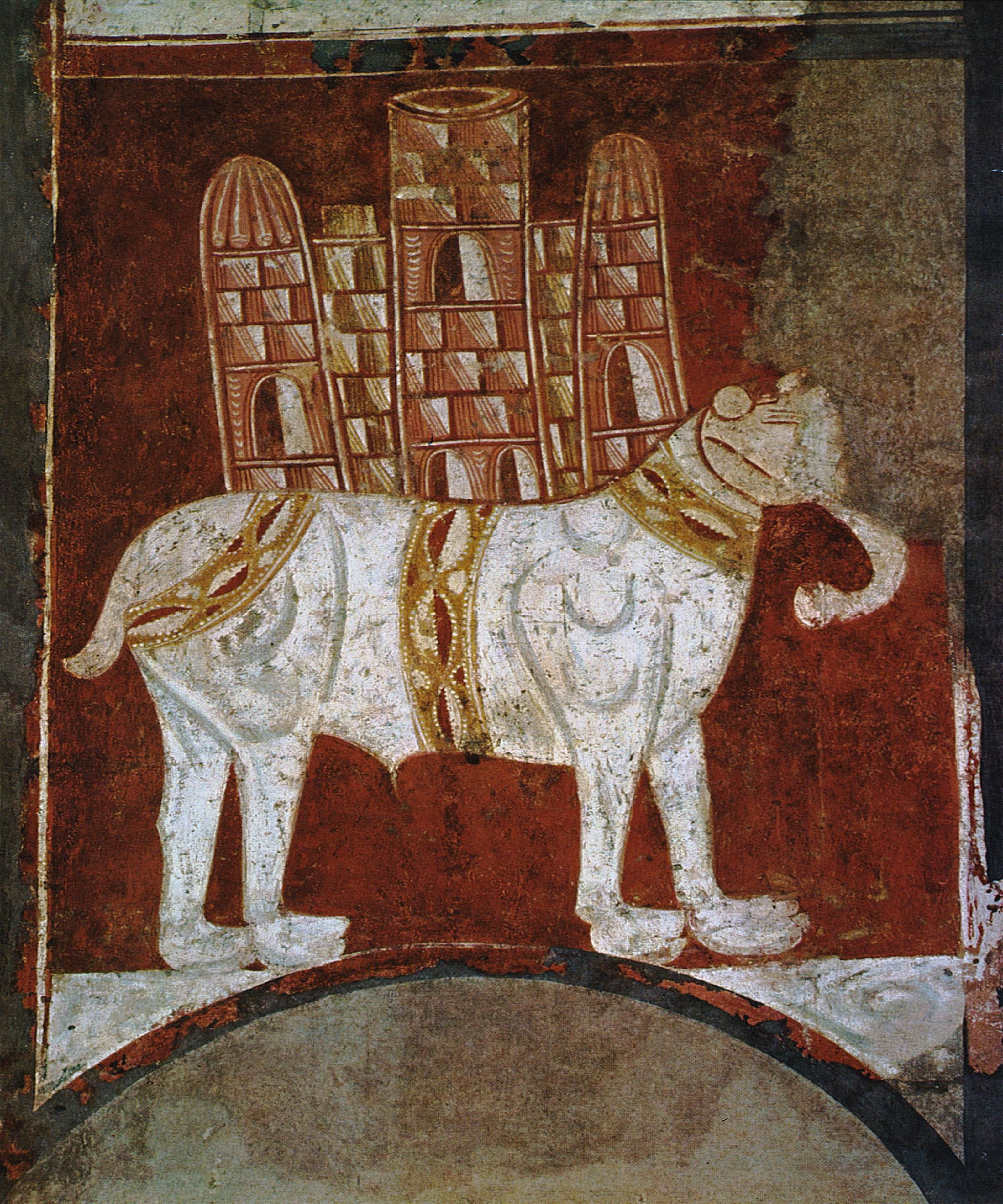
Elefante portando un castillo.
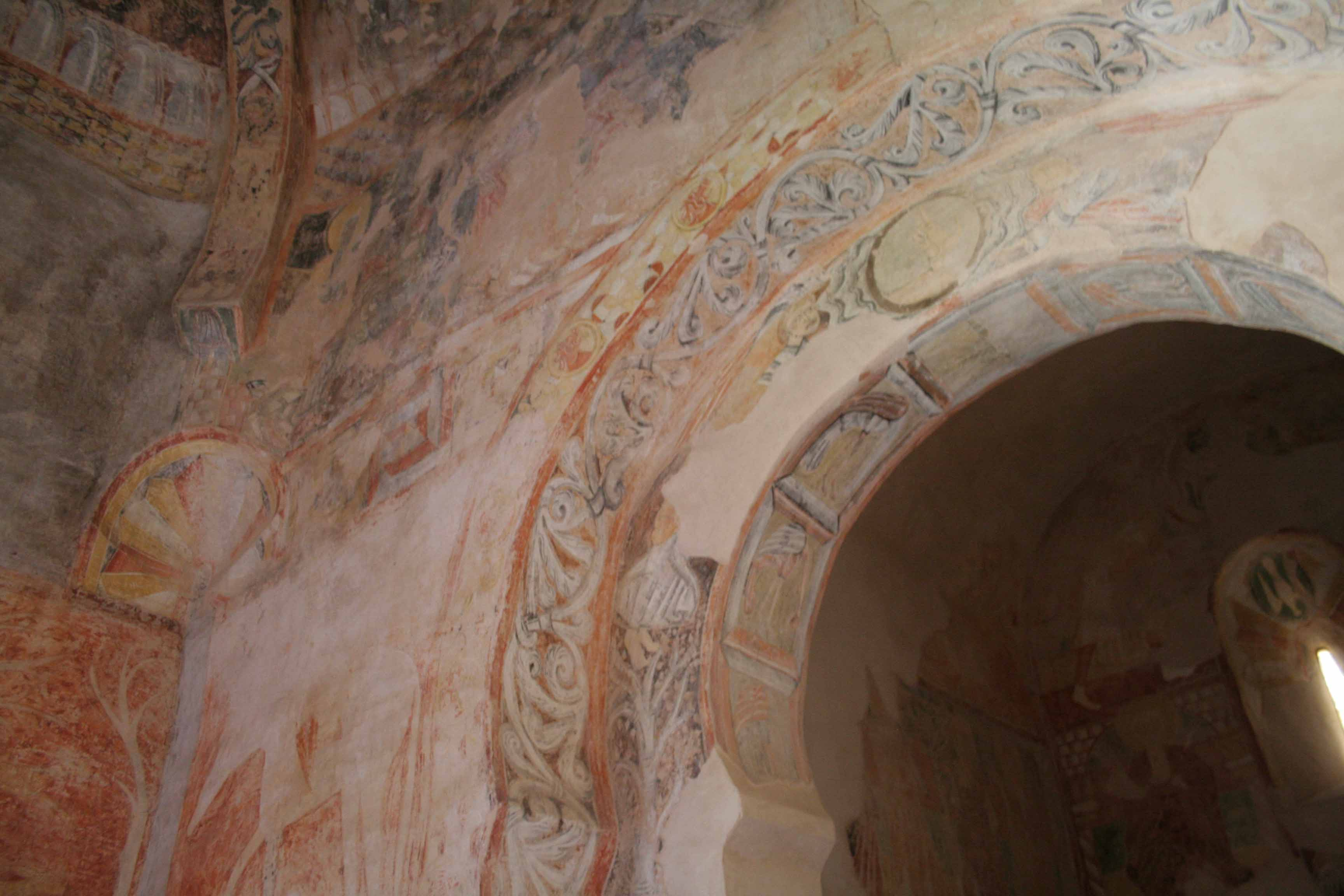
Pinturas encima del arco del ábside.
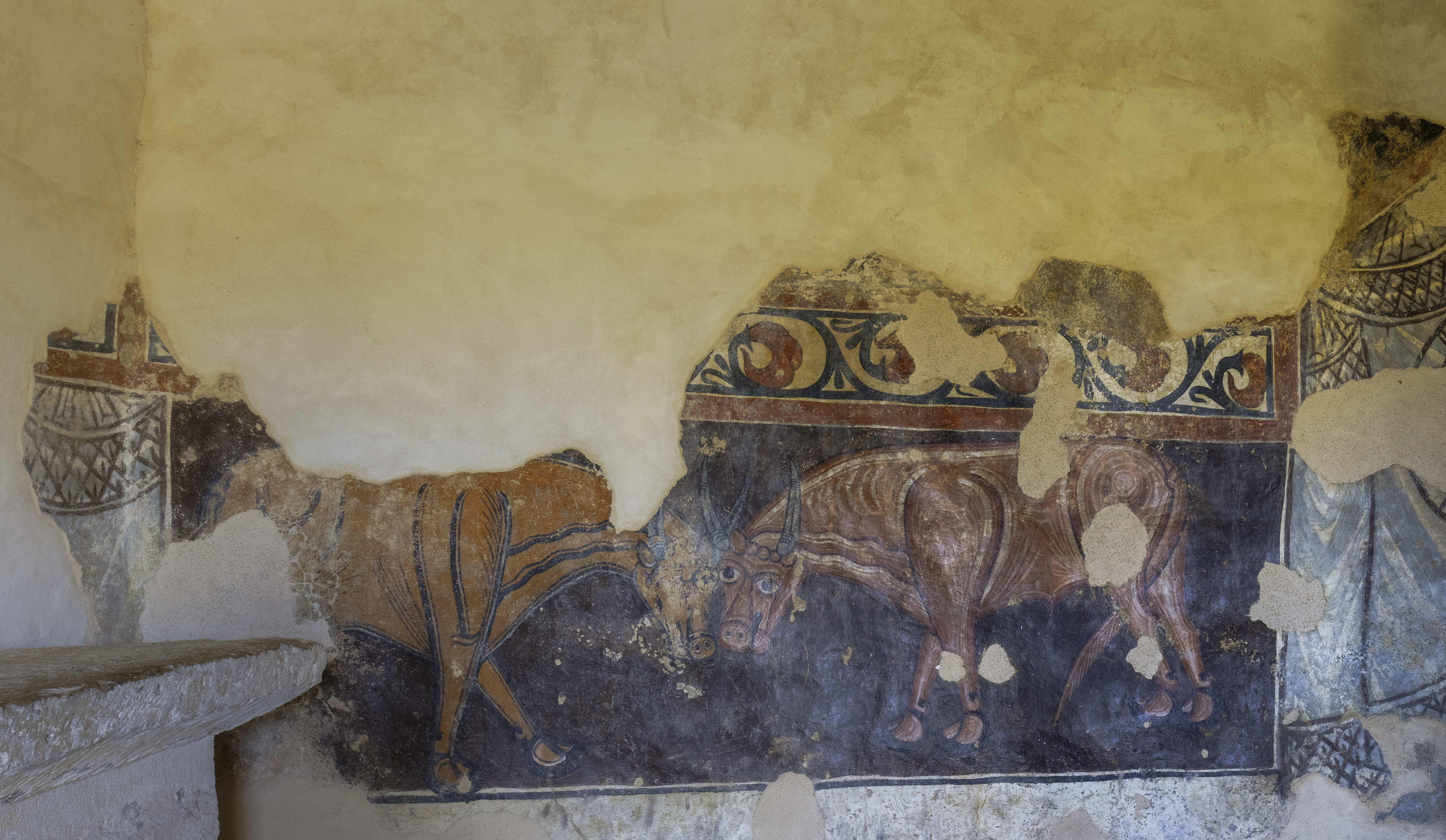
Bueyes afrontados.
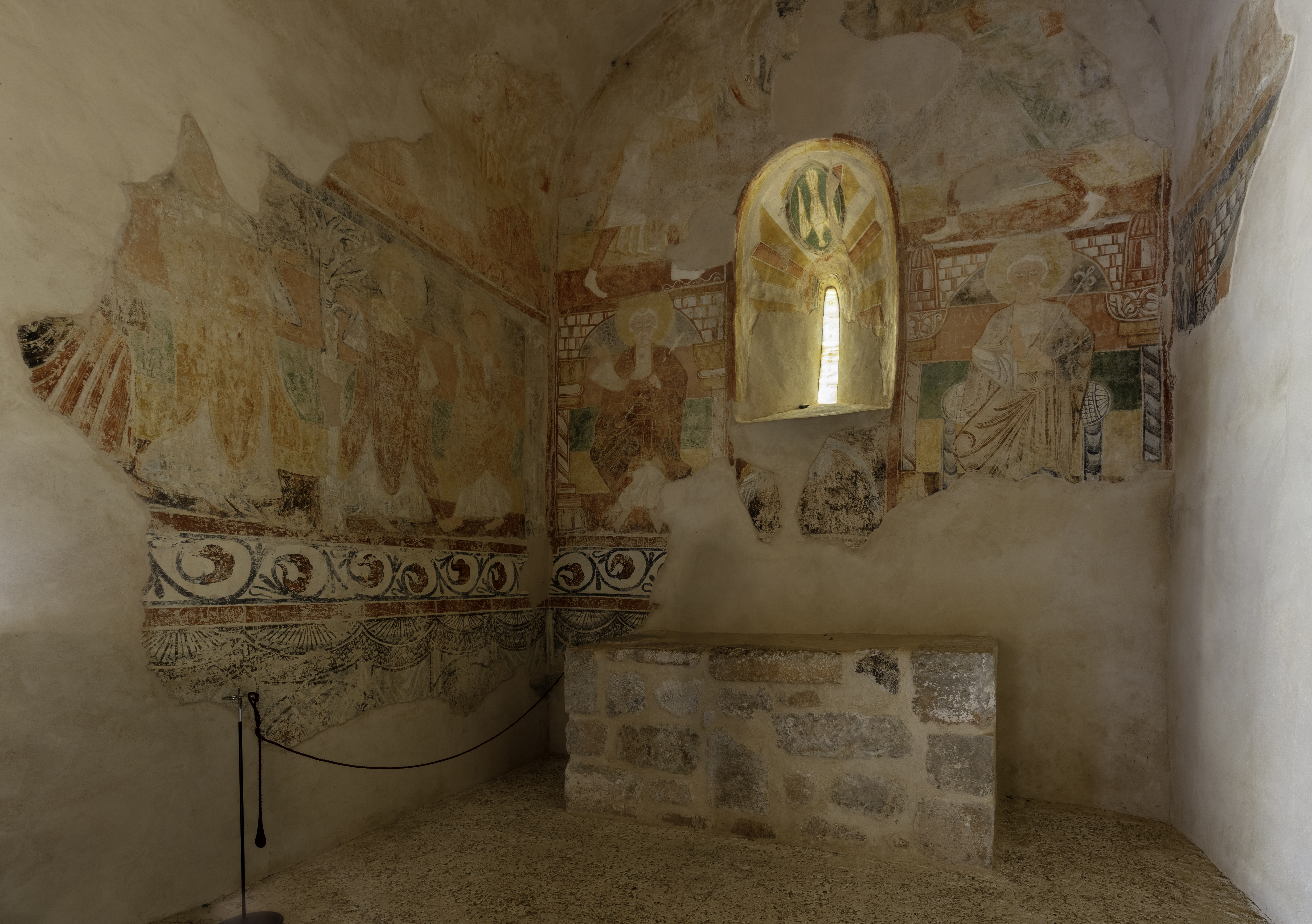
Pinturas en la capilla.
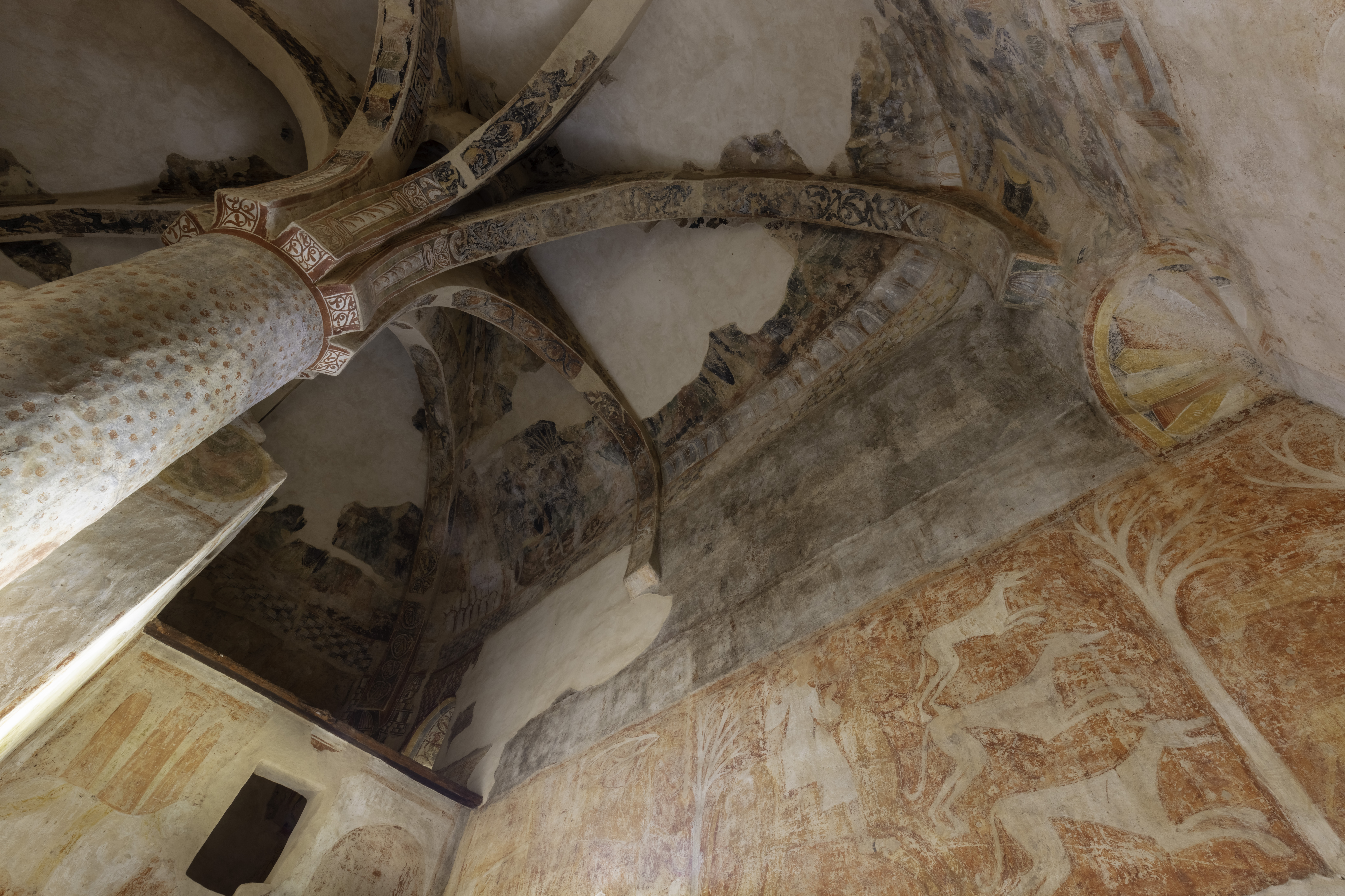
Pinturas en el techo.

### El expolio de las pinturas
En 1922, siendo la ermita propiedad de varios vecinos de Casillas de Berlanga, veintitrés de los frescos de San Baudelio fueron vendidos por 65 000 pesetas al anticuario Leone Levi, por cuenta del marchante de arte estadounidense Gabriel Dereppe que trabajaba para Demotte and Co. de París. Técnicos especialistas se apresuraron a arrancar las pinturas para su transporte. Las protestas que provocó esta venta consiguieron la inmovilización de las pinturas arrancadas, hasta que lamentablemente los compradores consiguieron que el Tribunal Supremo español sentenciara el 12 de febrero de 1925 que no era posible anular la venta libre de las pinturas, siendo imposible así prolongar la retención de las pinturas. Esto significó la inmediata salida de las mismas de España, una vez autorizada por el director general de Bellas Artes, por imperativo legal. Las pinturas pasaron seguramente por Londres, en donde fueron fijadas en lienzo. El marchante Dereppe vendió las pinturas a su vez a diversos museos de arte de varias ciudades de EE. UU.: Museo de Cincinnati, sección de claustros del Museo Metropolitano de Nueva York (The Cloisters Museum), Museo de arte de Indianápolis y Museo de Bellas Artes de Boston. Por ejemplo, Dereppe vendió el fresco Tres mártires en el sepulcro por 75 000 dólares.
En 1957 el gobierno español canjeó algunas de esas pinturas por el ábside de la iglesia románica de San Martín de Fuentidueña (Segovia), que actualmente también se expone en el Museo Metropolitano de Nueva York. Las pinturas románicas que entonces se recuperaron no volvieron a su ubicación primitiva en el templo de San Baudelio sino que se custodian, por ahora, en el madrileño Museo del Prado. 
El poeta cántabro Gerardo Diego quedó muy impresionado por la ermita y por la historia del expolio, que le inspiraron poemas muy interesantes.

## Horarios de visita
(sujetos a cambios)
- Del 1/6 al 31/8 de 10 a 14 y de 16 a 20 todos los días de la semana, excepto lunes.
- Del 1/11 al 31/3 de martes a sábado de 10 a 14 y de 16 a 18 y los domingos y festivos, de 10 a 14.
- Del 1/4 al 31/5 y 1/9 a 31/10, de martes a sábado: de 10 a 14 y de 16 a 19.
- Cerrado: lunes, 1 de enero y 24, 25 y 31 de diciembre.